# Dụ ngôn Người khôn xây nhà trên đá
Dụ ngôn Người Khôn xây Nhà trên Đá của Chúa Giê-xu được chép trong Tân Ước. Ý niệm Chúa Giê-xu là nền tảng vững chãi và chắc chắn (vầng đá) được tìm thấy không chỉ trong giáo huấn của các vị sứ đồ, mà còn vang vọng đến ngày nay qua các tác phẩm nghệ thuật và các bài luận giải Kinh Thánh.

## Nội dung
Matthew ghi lại Dụ ngôn Xây Nhà trên Đá ngay trước lời kết cho Bài Giảng trên Núi, "Khi Chúa Giê-xu phán những lời ấy xong, đoàn dân lấy đạo Ngài làm lạ; vì Ngài dạy họ cách quyền bính, chứ không giống các thầy thông giáo", còn Lu-ca đặt dụ ngôn này vào cuối Bài Giảng ở Đồng bằng. Có lẽ Chúa Giê-xu đã dạy dụ ngôn này trong hai lần khác nhau.

## Ý nghĩa
Có những cặp hình ảnh đối nghịch nhau được tìm thấy trong dụ ngôn: Người khôn và kẻ dại, nhà xây trên vầng đá và nhà xây trên cát, (Phúc âm Matthew), nhà lập nền trên vầng đá và nhà xây trên đất mà không có nền móng (Phúc âm Lu-ca); cùng nước lũ, gió lay, nhà sập hư hại rất nhiều và ngôi nhà vững chãi trong giông bão. Những hình ảnh này được sử dụng nhằm trình bày thông điệp "Chẳng phải những kẻ nói cùng ta rằng: Lạy Chúa, lạy Chúa, thì đều được vào nước thiên đàng đâu; nhưng chỉ kẻ làm theo ý muốn của Cha ta trên trời mà thôi." Bão lũ được xem là biểu trưng cho ngày phán xét, cũng là những thử thách trong ngày sau rốt, hoặc những khó khăn, cám dỗ, xảy ra trong cuộc sống thường nhật.
Thông điệp của dụ ngôn nhấn mạnh đến tính thiết yếu của sự vâng lời và lòng tuân phục. Nghe và chấp nhận giáo huấn của Chúa Giê-xu là điều kiện cần nhưng chưa đủ, vì theo Chúa đến mức ấy thì chẳng khác gì người xây nhà trên cát, không thể chống chọi với mưa sa, bão táp. Song, người lắng nghe và cẩn thận thực hành lời dạy của Chúa Giê-xu thì được ví như người cẩn trọng xây dựng nền móng cho ngôi nhà của mình, đào đất cho sâu và lập nền trên vầng đá. Ngay cả nếu nước sông tràn bờ trong mùa lũ và nhấn chìm ngôi nhà, kết cấu nền vững chắc cũng sẽ cứu được ngôi nhà ấy.